# Megachile holmbergi
Megachile holmbergi är en biart som beskrevs av Carlos Schrottky 1920. Megachile holmbergi ingår i släktet tapetserarbin, och familjen buksamlarbin. Inga underarter finns listade i Catalogue of Life.